# Tnine Amellou
Tnine Amellou (franska: Tnine Amellou (CR), Tnine Amellou (Commune Rurale), arabiska: تزنيت (البلدية)) är en kommun i Marocko.   Den ligger i provinsen Sidi Ifni och regionen Guelmim-Oued Noun, 600 km sydväst om huvudstaden Rabat. Antalet invånare är 4 490.